# Athlītikos Podosfairikos Omilos Pegeias Kinyras 2010-2011
Questa voce raccoglie le informazioni riguardanti l'APOP Kinyras nelle competizioni ufficiali della stagione 2010-2011.

## Stagione
Alla quarta stagione di fila in A' Katīgoria, la squadra andò incontro alla retrocessione terminando al 14º e ultimo posto con 19 punti, frutto di 4 vittorie, 7 pareggi e 15 sconfitte, con 24 reti fatte e 47 subite.
In Coppa arrivò l'immediata eliminazione nel doppio confronto con il Atromītos Geroskīpou, formazione militante nella B' Katīgoria 2010-2011.

## Rosa
| N. |                       | Ruolo | Calciatore           |
| -- | --------------------- | ----- | -------------------- |
| 1  | Uruguay (bandiera)    | P     | Damián Frascarelli   |
| 2  | Brasile (bandiera)    | D     | Tuta                 |
| 3  | Senegal (bandiera)    | D     | Mohamed Coly         |
| 4  | Portogallo (bandiera) | D     | Francisco Castro     |
| 5  | Senegal (bandiera)    | D     | Gora Tall            |
| 6  | Ghana (bandiera)      | C     | Imoro Lukman         |
| 7  | Israele (bandiera)    | C     | Yehiel Tzagai        |
| 8  | Belgio (bandiera)     | C     | Kevin Van Dessel     |
| 10 | Portogallo (bandiera) | C     | Edgar Marcelino      |
| 11 | Cipro (bandiera)      | C     | Kyriakos Paulou      |
| 12 | Cipro (bandiera)      | A     | Koullis Ignatiou     |
| 13 | Portogallo (bandiera) | C     | Carlos Marques       |
| 17 | Francia (bandiera)    | D     | Kelly Berville       |
| 18 | Cipro (bandiera)      | D     | Constantinos Samaras |

| N. |                           | Ruolo | Calciatore            |
| -- | ------------------------- | ----- | --------------------- |
| 19 | Spagna (bandiera)         | C     | Carmelo               |
| 24 | Cipro (bandiera)          | C     | Pavlos Neophytou      |
| 27 | Guatemala (bandiera)      | A     | Dwight Pezzarossi     |
| 28 | Serbia (bandiera)         | P     | Zlatko Zečević        |
| 30 | Ruanda (bandiera)         | D     | Louis Aniweta         |
| 31 | Costa d'Avorio (bandiera) | A     | Alain Liri            |
| 33 | Cipro (bandiera)          | P     | Andreas Karseras      |
| 44 | Cipro (bandiera)          | C     | Michalis Agathangelou |
| 80 | Cipro (bandiera)          | C     | Giannis Retsas        |
| 99 | Cipro (bandiera)          | P     | Marios Savva          |
|    | Camerun (bandiera)        | A     | Roland Ojong          |
|    | Cipro (bandiera)          | C     | Polis Avgousti        |
|    | Ghana (bandiera)          | C     | Francis Boadi         |
|    | Paesi Bassi (bandiera)    | A     | Sjoerd Ars            |

## Risultati

### Coppa di Cipro
| Geroskipou 10 novembre 2010 Sedicesimi di finale - Andata | Atromītos Geroskīpou | 1 – 2 referto | APOP Kinyras | Stadio di Geroskipou |

| Peyia 1º dicembre 2010 Sedicesimi di finale - Ritorno | APOP Kinyras | 2 – 3 referto | Atromītos Geroskīpou | Stadio di Peyia |